# Tapo (Sanirin)
Tapo ist ein osttimoresischer Ort im Suco Sanirin (Verwaltungsamt Balibo, Gemeinde Bobonaro). Er liegt in einer Meereshöhe von 479 m im Osten der Aldeia Caco.
Westlich erhebt sich mit dem Foho Fidar (550 m) ein Gipfel des Massivs des Foho Lauleun. Nur ein kleiner Weg führt über einen 513 m hohen Gipfel nördlich vorbei am Taruik Mortaun (500 m) zur Straße zwischen Balibo und Subaleco Foho.
Bis 2015 gehörte Tapo noch zum Suco Batugade.